# Boris von Newrokop

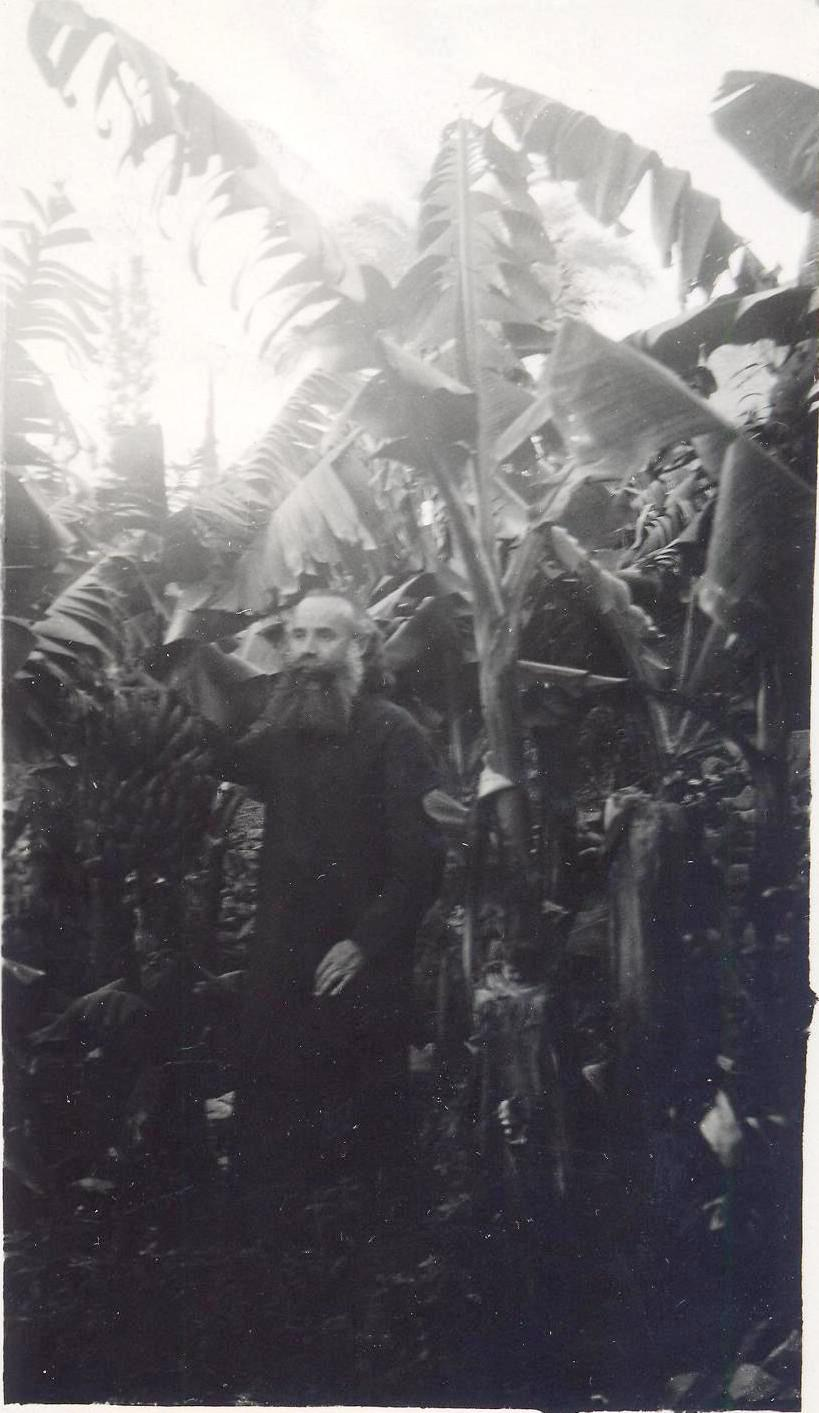
Boris von Newrokop. Blagoewgrad, 1936–1937

Boris, oder Boris von Newrokop (bulgarisch Борис Неврокопски/Boris Newrokopski) weltlicher Name Wangel Simow Rasumow (auch Vangel Simov Razumov geschrieben, bulgarisch Вангел Симов Разумов; * 8. November 1888 in Gjawato, heute in Nordmazedonien; † 8. November 1948 in Kolarowo, Bulgarien) war ein hoher bulgarischer orthodoxer Geistlicher, zwischen 1935 und 1948 Metropolit der Diözese Newrokop der Bulgarisch-Orthodoxen Kirche und Mitglied des Heiligen Synods.